# صليب التركمان

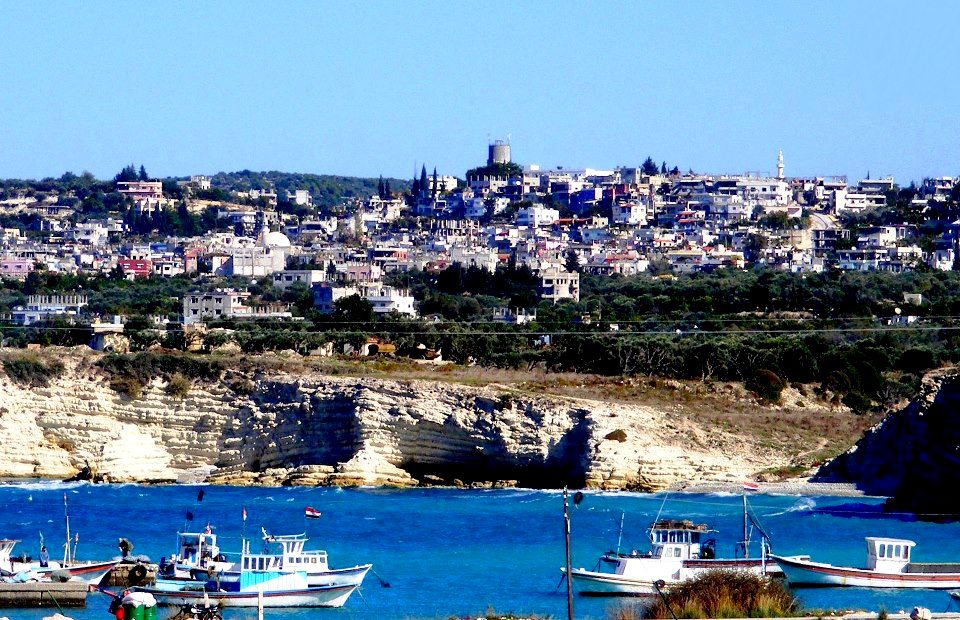
تحرير

صليب تركمان. قرية تقع شمال مدينة اللاذقية. يبلغ عدد سكان قرية 30 آلف نسمة حسب تقدير عام 2020 من العائلات بيت عيريق وقراجة وشيخ عبدالله و حاج أوغلو.قوجه عثمان.وفارس وبلال وفاقي وصابوني وابو شنب وبكر وإسماعيل وشحنة وباشابيوك وصاري و ديويك و  كوشكار و حسين اغا ونعمان و حجي ودوغجني و عوان و زابوان و طوبال و منلا احمد وحمود و اوغلان .موس وامير اوغلي وشلحة و قره احمد وشيخ عمر و عكس و طويل 
صليب التركمان هي قريه ساحلية تقع على الساحل السوري وهي من أجمل بقاع الأرض تتمتع بجوها المعتدل وشاطئها الجميل وجبلها الشامخ ويعود سبب تميزها بين القرى البقيه لأنها تجمع بين البيئة الساحلية والجبلية في آن واحد.
تقع منتصف المسافة بين قريتي "الشبطلية" و"برج إسلام" شمال "اللاذقية" يستوقف العابر تداخل زرقة البحر الكثيفة مع بياض الصخر مشكلين لوحة قل نظيرها على شواطئ المتوسط، تلك المنطقة والقرية التي تجاورها تسمى "صليب التركمان.
يعود أصل التسمية كما يقول الأستاذ «محمد جميل حطاب» مدير الثقافة السابق إلى «الآرامية السورية، فكلمة «صليب» بتشديد اللام هي تصغير صليب، ويعني الأرض فيكون معنى الكلمة: الأرض التي تخص التركمان».
تبعد القرية عن مركز مدينة اللاذقية حوالي 22 كم وتتداخل مع قريتي برج إسلام والشبطلية بسبب التوسع العمراني لكل من هذه القرى، ويمكن الوصول إليها من أوتوستراد كسب
مروراً بالشبطلية، وترتفع عن سطح البحر 90 متراً، وتتميز بمناخها المعتدل وبيئتها المتوسطية، وإلى جانب اللغة العربية يتحدث سكانها اللغة التركمانية. وهي اللغة العثمانية القديمة وهي لغة شفهية أكثر منها كتابية يتداولها الجميع ويحرصون على تعليمها لأولادهم وتنتمي إلى عائلة.
ويشير إلى أن الخبرة الطويلة للتركمان بالعمل الحر جعلتهم مرغوبين ومطلوبين في سوق العمل في المدينة ويندر أن تجد ورشة بناء إلا وفيها تركمان يعملون بجد ليل نهار.